# ألان هارت (مجدف)
ألان هارت (بالإنجليزية: Alan Shealy) هو مجدف أمريكي، ولد في 15 أغسطس 1953 في فيتشبورغ في الولايات المتحدة.

## وصلات خارجية
- ألان هارت على موقع الاتحاد الدولي للتجديف (الإنجليزية)
- ألان هارت على موقع اللجنة الأولمبية الدولية (الإنجليزية)
- ألان هارت على موقع أوليمبيديا (الإنجليزية)